# Les Souris et le Chat-huant
Les Souris et le Chat-huant est la neuvième fable du livre XI de Jean de La Fontaine situé dans le second recueil des Fables de La Fontaine, édité pour la première fois en 1678. On pourra la lire en ligne et consulter le fac-similé de cette édition sur Wikisource (lien ci-contre).

## Texte de la fable
Il ne faut jamais dire aux gens,

Écoutez un bon mot, oyez une merveille.

Savez-vous si les écoutants

En feront une estime à la vôtre pareille ?

Voici pourtant un cas qui peut être excepté.

Je le maintiens prodige, et tel que d’une fable,

Il a l’air et les traits, encor que véritable.

On abattit un pin pour son antiquité,

Vieux palais d’un Hibou, triste et sombre retraite

De l’Oiseau qu’Atropos prend pour son interprète.

Dans son tronc caverneux et miné par le temps.

Logeaient entre autres habitants

Force Souris sans pieds, toutes rondes de graisse.

L’Oiseau les nourrissait parmi des tas de blé,

Et de son bec avait leur troupeau mutilé ;

Cet Oiseau raisonnait. Il faut qu’on le confesse.

En son temps aux Souris le compagnon chassa

Les premières qu’il prit du logis échappées.

Pour y remédier, le drôle estropia

Tout ce qu’il prit ensuite. Et leurs jambes coupées

Firent qu’il les mangeait à sa commodité,

Aujourd’hui l’une, et demain l’autre.

Tout manger à la fois, l’impossibilité

S’y trouvait, joint aussi le soin de sa santé.

Sa prévoyance allait aussi loin que la nôtre ;

Elle allait jusqu’à leur porter

Vivres et grains pour subsister.

Puis, qu’un cartésien s’obstine

À traiter ce Hibou de montre et de machine,

Quel ressort lui pouvait donner

Le conseil de tronquer un peuple mis en mue ?

Si ce n’est pas là raisonner,

La raison m’est chose inconnue.

Voyez que d’arguments il fit.

Quand ce peuple est pris, il s’enfuit :

Donc il faut le croquer aussitôt qu’on le happe.

Tout : il est impossible. Et puis pour le besoin

N’en dois-je pas garder ? donc il faut avoir soin

De le nourrir sans qu’il échappe.

Mais comment ? Ôtons-lui les pieds. Or trouvez-moi

Chose par les humains à sa fin mieux conduite.

Quel autre art de penser Aristote et sa suite

Enseignent-ils par votre foi ?
— Jean de La Fontaine, Fables de La Fontaine, Les Souris et le Chat-huant, texte établi par Jean-Pierre Collinet, Fables, contes et nouvelles, Gallimard, « Bibliothèque de la Pléiade », 1991, p. 443

Ceci n’est point une fable ; et la chose, quoique merveilleuse et presque incroyable, esſt véritablement arrivée. J’ai peut-être porté trop loin la prévoyance de ce Hibou ; car je ne prétends pas établir dans les bêtes un progrès de raisonnement tel que celui-ci ; mais ces exagérations sont permises à la poésie, surtout dans la manière d’écrire dont je me sers.